# Дніпроважмаш
ПАТ «Дніпроважмаш» (Дніпропетровський завод металургійного обладнання) — завод у місті Дніпро, що виготовляє обладнання для доменних печей, металопрокатне та інше металургійне обладнання.

## Історія

### Заснування «Шодуар С»
Завод виник у травні 1914 р. завдяки бельгійським підприємцям братам Георгу та Шарлю Шодуар, які заснували на правому березі Дніпра, поруч із власним підприємством «Шодуар А», під назвою «Шодуар С», який повинен був служити опорною базою для інших підприємств. У 1915 р. на цьому підприємстві вже діяли дві доменні печі об'ємом 480 і 215 м3, мартенівський цех з наймогутнішою на Півдні Російської Імперії піччю продуктивністю 360 тис.пудів чавуну на рік, чавуноливарний, ремонтно-механічний цехи. Працювали тут близько 500 чол.

### Дніпропетровський завод металургійного обладнання
1918 року, після перевороту, завод було націоналізовано. Радянсько-українська війна принесла підприємству розруху і запустіння. З 1922 р. завод «С» використовується головним чином як ремонтна база Брянського металургійного заводу.
В 1929 р., з початком реалізації першого п'ятирічного плану розвитку країни, підприємство отримує новий імпульс розвитку і нова назва — «Дніпропетровський завод металургійного обладнання» (ДЗМО). У той час завод спеціалізувався на виробництві великогабаритного металургійного устаткування, фасонного сталевого і чавунного лиття.
На початку 30-х рр. на ДЗМО працювало близько 3 тисяч чоловік. На підприємстві проходило активне навчання робітників необхідним професіям.
У роки другої п'ятирічки ДЗМО став найбільшим постачальником металургійного устаткування найважливіших промислових новобудовам країни — Кузнецькому і Магнітогорського комбінатам, «Запоріжсталі» і «Криворіжсталі», багатьом іншим заводам Півдня і Сходу СРСР.
У 1935 р. завод, який тоді був названий на честь Хатаєвича, випускає перші тюбінги для другої черги споруджуваного Московського метрополітену.
У 1939 р. на підприємстві вперше в СРСР доменна піч була переведена на роботу на збагаченому киснем дуття.
У 1941 р. з початком війни обладнання підприємства було евакуйовано на Урал, де був налагоджений випуск виробів військового призначення. Восени 1943 р., після звільнення Дніпропетровська від фашистів, почалося відновлення заводу.
До початку 50-х років, пройшовши етап відновлення, ДЗМО вийшов на провідні позиції в СРСР з випуску доменного і сталеплавильного обладнання. Серед продукції, що випускалася заводом в ті роки, були роторні вагоноперекидачі, обладнання для киснево-конвертерного виробництва сталі, засипні апарати і шлаковозів для доменних печей, холодильні плити.
У 60-х роках на ДЗМО вперше в країні спільно з ВНДІМЕТМАШем (Всеросійським науково-дослідним інститутом металургійного машинобудування) була створена машина для безперервного розливання сталі горизонтального типу. Створений зусиллями інженерів і робітників підприємства транспортно-відвальний міст для потреб гірничодобувної промисловості справедливо називали «чудом техніки» того часу: виріб завдовжки 400 м мав продуктивність 3,5 тис. м³ ґрунту на годину.
У 1979 р. на підприємстві побудований новий інженерний корпус, де розмістився інформаційний центр і проектно-конструкторський та технологічний інститут металургійного устаткування (ПКТІ МУ).
У 80-х рр. завод виробляє більше половини всього доменного устаткування в СРСР. Крім того, продукція підприємства експортувалася в країни, що входили в РЕВ, до країн Західної Європи — Францію, Італію, Швецію, Бельгію, Люксембург, а також до Індії, Пакистан, Єгипет, Нігерію, Алжир.

### «Дніпроважмаш»
З переходом до ринкових відносин, у 1994 році колективом заводу було прийнято рішення про реорганізацію підприємства в акціонерне товариство «Дніпроважмаш».
Станом на 2016 рік завод входить до складу науково-виробничої групи «Дніпротехсервіс», що створює додаткові конкурентні переваги продукції, що випускається, визнаної споживачами — українськими та міжнародними організаціями.